# Brinje, Šentrupert
Brinje este o localitate din comuna Šentrupert, Slovenia, cu o populație de 70 de locuitori.